# Reinhold Johann Winkler
Reinhold Johann Winkler (Tallinn, 1767. január 12. – Tallinn, 1815. január 24.) balti német író, evangélikus lelkész.

## Élete
Előbb a tallini gimnáziumban, majd 1785 és 1788 közt a Jénai Egyetemen tanult. Ezután éveken át házitanító volt, majd 1793 és 1795 közt a moszkvai német iskola rektora lett. 1795. szeptember 23-án szentelték pappá, 1795 és 1810 közt a jürii plébánia tanára volt. 1810. október 21-én a tallinni dóm főtanárává nevezték ki. 1810. június 30-tól az észt evangélikus konzisztórium tagja lett.
Johann Heinrich Rosenplänter Beiträge zur genauern Kenntniß der ehstnischen Sprache című folyóiratának munkatársa volt, a lapban észt nyelven írt vallásos énekeket és katekizmust jelentetett meg. Egyéb észt nyelvű munkái többek közt a Gressel-féle naptárban jelentek meg, de találhatóak költeményei az első észt versgyűjteményben, a Monned Laulud-ban is (1806). Az Eestima Ma-wäe söa-laulud (1807) című gyűjteményben megjelent költeményei célja az volt, hogy bátorságra buzdítsa a Napóleon ellen harcoló csapatokat. Juttud című kötete 1816-ban és 1828-ban jelent meg Tallinnban, Jummalasanna laulud című, tizenhat oldalból álló kis füzete pedig 1817-ben került az olvasók elé.
Apja, Reinhold Johann Winkler a tallinni Oleviste plébánia papja, egyben Tallinn szuperintendense, nagyapja, Reinhold Winkler a Järva-Jaani plébánia tanára, dédapja, Abraham Winkler a raplai Maarja-Magdaleena plébánia tanára volt.

## Külső hivatkozások
- Monned Laulud című műve online változata
- Eesti-ma Ma-wäe söa-laulud című műve online változata
- Jummala-sanna laulud című műve online változata
- Juttud című műve online változata
- a Predigten und Reden des wohlseligen Herrn Oberpastors an der Ritter- und Domkirche zu Reval Reinhold Johann Winkler... című, Winkler prédikációit tartalmazó gyűjtemény online változata

## Fordítás
- Ez a szócikk részben vagy egészben  a   Reinhold Johann Winkler noorem című észt Wikipédia-szócikk ezen változatának fordításán alapul.  Az eredeti cikk szerkesztőit annak laptörténete sorolja fel. Ez a jelzés csupán a megfogalmazás eredetét és a szerzői jogokat jelzi, nem szolgál a cikkben szereplő információk forrásmegjelöléseként.